# Polka (muzyka)
Polka – muzyczna forma taneczna oparta na tańcu polka.

schemat rytmiczny polki

Zwykle w formie pieśni. Metrum parzyste 2/4. Tempo szybkie.
Znane polki:
- Johann Strauss (syn) – Tritsch-Tratsch-Polka na orkiestrę op.214 (1858)
- Igor Strawinski – Cyrkowa Polka (dla młodego słonia) na orkiestrę (1942[1])
- Bedřich Smetana – Polka E-dur (1853)
- Ferenc Liszt – Mephisto-Polka (I & II) na fortepian, S. 217 (LW A317) (1883)

- Polka Dziadek (muzyka tradycyjna)